# Centaurea visianii
Centaurea visianii — вид квіткових рослин родини айстрових (Asteraceae). Ареал: Хорватія.